# Пельня
Пельня (пол. Pielnia) — лемківське село в Польщі, у гміні Заршин Сяноцького повіту Підкарпатського воєводства. Розташоване в середньому Бескиді. Населення — 917 осіб (2011).

## Географія
Пельня розташована на повітовій дорозі № 2207R, у мальовничій долині річки Пельниця, за 16 км на захід від міста Сянок та за 10 км на південь від міста Заршин.

## Історія
Перша згадка про Пельню з 1400, закріпачена за німецьким правом. У 1340-1772 рр. село входило до складу Сяноцької землі Руського воєводства Речі Посполитої. З 1772 до 1918 року — у межах Сяніцького повіту Королівства Галичини та Володимирії монархії Габсбургів (з 1867 року Австро-Угорщини).
У 1846 р. під час тарновської різанини селяни вбили власника села Городинського.
У 1887 р. в селі було 164 будинок і 1016 мешканців (613 грекокатоликів, 373 римокатолики і 30 юдеїв). У 1898 р. в селі було 181 будинок і 1002 мешканці.
У міжвоєнний час у селі діяла читальня «Просвіти». В 1939 році в селі проживало 1300 мешканців, з них 750 українців і 550 поляків. Село входило до Сяніцького повіту Львівського воєводства.
Після війни українське населення депортоване в 1944—1946 р. до СРСР та в ході операції «Вісла» 1947 року на понімецькі землі.
У 1975-1998 роках село належало до Кросненського воєводства.

## Демографія
Демографічна структура станом на 31 березня 2011 року:
|          | Загалом | Допрацездатний вік | Працездатний вік | Постпрацездатний вік |
| -------- | ------- | ------------------ | ---------------- | -------------------- |
| Чоловіки | 467     | 106                | 306              | 55                   |
| Жінки    | 450     | 100                | 248              | 102                  |
| Разом    | 917     | 206                | 554              | 157                  |

## Церква
Час появи церкви в селі невідомий, однак відомо, що в 1803 р. згоріла церква аналогічно своїй попередниці. В 1805 р. збудована мурована церква св. Івана Богослова, в 1818 р.до Пельні приєднано парафію Дудинців з дочірньою церквою в с. Побідно. Належала з 1930 р. до Буківського деканату, метричні книги велися з 1806 р. Після виселення українців поляки забрали церкву під костел.